# Messala Severus
Messala Severus, ou simplesmente Messala, é um personagem fictício, o antagonista que se tornou anti-herói no romance Ben-Hur: A Tale of the Christ, obra de Lew Wallace. Em 1959, foi feita a adaptação para o cinema, ganhando onze Óscars, inclusive de melhor filme, além de outras doze indicações. Décadas depois, um remake foi feito em 2016.

## Etimologia
O nome Messala ou Mesala era muito comum na República Romana. Vem de latim e significa 'nascido em Messina'. Também era usado para designar um cidadão romano de grande reputação, prestigioso ou famoso: costumava ser atribuído quando se tratava do campo militar, embora também fosse comum nas artes. Figuras importantes da Roma Antiga levaram esse nome, como cônsul Corvino Messala ou Marco Valério Messala Corvino, um importante general que também serviu como patrono e tribuno.

## Biografia fictícia
Como existem duas versões de filmes, a história e as características do personagem em ambas as adaptações podem mudar.

### Filme de 1959
Messala é um jovem romano que estabeleceu uma amizade forte e especial em sua infância com Judah Ben-Hur, que pertencia a uma das famílias mais ricas e importantes de Jerusalém. Seu pai era governador da Judeia e ele foi para Roma treinar como militar, enquanto Judah permaneceu em sua cidade natal. Anos depois, aproximadamente no ano 26 d.C., ele retornou a Jerusalém, tornou-se um major-general militar, com o objetivo de transformar a Judeia em uma província de renome para o Império. Para fazer isso, ele tenta retomar seu relacionamento com Judah, já que um importante poder de decisão repousava sobre sua ilustre família. Judah, tornado chefe de família após a morte de seu pai e de um príncipe judeu, não aceita as condições de Messala de submeter a população ao jugo de Roma. Depois de uma forte discussão, os dois se separam e decidem lutar principalmente por seus interesses.
Algum tempo depois, um desfile é realizado em Jerusalém em homenagem ao novo governador da cidade, Valério Grato. No entanto, Judah e sua família estão inadvertidamente envolvidos em um atentado contra sua vida, uma vez que foi um acidente. No entanto, Messala interpreta isso como traição e condena Judah a passar o resto de sua vida nas galés, e sua mãe e irmã são presas. Após milagrosamente salvar sua vida e passar de escravo a filho adotivo do conselheiro romano Quintius Arrius, Judah retorna a Jerusalém e exige a libertação de sua família. Messala, que o considerava morto, concorda, mas elas contraíram lepra. Então Judah, que havia prometido renunciar à sua vingança se sua mãe e irmã fossem devolvidas a ele, ficou furioso e desafiou Messala para uma corrida de bigas.
A carruagem de Messala tinha uma vantagem sobre seus oponentes, e isso é que os eixos das rodas eram fornecidos com lâminas afiadas que poderiam destruir as outras carruagens se elas se aproximassem demais. Ao tentar atacar Judah com essa tática, ele falha, voa pelo ar e é pisoteado pelos cavaleiros dos oponentes, sendo mortalmente ferido. Messala veementemente se recusa a ser operado sem primeiro ver Judah, e em seus últimos momentos, ele confessa que sua mãe e sua irmã estão vivas, mas que estão exiladas no Vale dos Leprosos. Finalmente, Judah optou por pensar que Messala já foi uma boa pessoa influenciada pelo poder de Roma.

### Filme de 2016
Neste remake, Messala é o filho adotivo da família de Ben-Hur e, portanto, irmão de Judah. Certa vez, quando estavam correndo a cavalo, o príncipe judeu sofreu um grave acidente e Messala o carregou nas costas por horas para voltar para casa. Uma vez lá, ele ficou acordado a noite toda orando aos seus deuses romanos pela salvação de seu irmão, que, finalmente, foi dada. No entanto, e embora nada lhe faltasse, Messala não se contentou em contar histórias de viagens para a irmã de Judah, Tirzah, por quem estava apaixonado. Ele decidiu se alistar no exército e lutar na Germânia e na África, acreditando que ao se tornar uma pessoa reconhecida limparia o nome de seu avô, que participou da traição de Júlio César.
Três anos depois, ele retorna a Jerusalém transformado em geral, mas tem que lutar contra os Zelotes, judeus radicais que lutavam pela libertação da Judeia da influência romana. Ele faz Judah prometer que a chegada do novo prefeito, Pôncio Pilatos, será celebrada sem incidentes, mas no meio do desfile, um jovem, que foi levado na casa de Hur, atentou contra sua vida. Toda a sua família é presa e levada para o quartel, e Messala repreende Judah por ter ocultado os nomes dos zelotes que participaram dos ataques aos romanos e, portanto, por ter permitido aquele ataque diretamente contra Roma. Ele é acusado de sedição e enviado ao porto de Tiro para morrer nas galés, enquanto sua mãe e irmã são condenadas à crucificação.
Após cinco anos nas galés, Judah consegue escapar e, graças ao sheik africano Ilderim, ele se prepara para enfrentar seu irmão em uma corrida de carruagem e, assim, cumprir sua vingança. Messala aceita o desafio e, na última volta, poucos metros antes de chegar à linha de chegada, sofre um grave acidente e seu carro fica totalmente destruído, deixando-o caído na areia. Judah o considera morto e se arrepende, mas encontra a redenção quando descobre que está vivo, embora com hematomas e uma perna decepada. Por fim, os dois acabam se perdoando e se unem, junto com a mãe, a irmã e a esposa de Judah, à caravana de Ilderim.

## Adaptações
- No filme mudo de 1907, Messala é  interpretado por William S. Hart.[5]
- Na superprodução de 1925, Ben-Hur, o responsável por dar vida a esse personagem foi Francis X. Bushman.[6]
- No filme de 1959, Messala é interpretado por Stephen Boyd.[7]
- Na animação de 2003, Duncan Fraser é o encarregado de dar voz ao personagem.[8]
- Na minissérie de 2010, é Stephen Campbell Moore quem interpreta Messala.[9]
- No remake de 2016, é o ator britânico Toby Kebbell que o traz à vida.[10]